# Kalgan
Kalgan ist ein Ort im australischen Bundesstaat Western Australia. Er liegt etwa zehn Kilometer östlich von Albany. Der Ort liegt im traditionellen Siedlungsgebiet des Aborigines-Stammes der Mineng.

## Geografie
Westlich des Ortes liegen Napier und King River, nördlich Palmdale, östlich Manypeaks und südlich Nanarup und Lower King.
Im Süden hat Kalgan eine etwa sechs Kilometer lange Küste an der Frenchman Bay, wobei der Ledge Beach etwa zwei Kilometer ausmacht. Diese Küste liegt im Gull Rock National Park. Zusätzlich hat Kalgan eine 7,6 Kilometer lange Küste am Oyster Harbour. Außerdem fließt der Kalgan River durch den Ort. Im Ort liegen das Mount Mason Nature Reserve, das Bakers Junction Nature Reserve, außerdem der Gull Rock Lake, Mount Mason.

## Geschichte und Etymologie
Die Region ums heutige Kalgan wurde von Dr A Collie als Kalganup auf der Karte vermerkt. Der Ort Kalgan wurde erstmals 1912 in ein Ortslexikon aufgenommen, allerdings wurde schon 1837 Land für einen Ort zur Seite gelegt. Auf den damaligen Karten hieß der Ort Wyndham. 1912 entschied man sich dann den Ort in Kalgan umzubenennen, da es schon das Wyndham in der Kimberleyregion gab. Der Name Kalganup kommt aus der Sprache der Mineng und bedeutet so viel wie Ort der vielen Wässer.

## Bevölkerung
Der Ort Kalgan hatte 2016 eine Bevölkerung von 806 Menschen, davon 49,1 % männlich und 50,9 % weiblich. Darunter sind 2,1 % (17 Personen) Aborigines oder Torres Strait Islanders.
Das durchschnittliche Alter in Kalgan liegt bei 42 Jahren, vier Jahre mehr als der australische Durchschnitt von 38 Jahren.